# Черник (Мукачівський район)
Че́рник — село у Свалявській громаді Мукачівського району Закарпатської області України. Через село проходить річка Свалявка, що впадає в Латорицю.

## Історія
Село Черник засновано близько триста років тому. Засновниками його були болгари або серби . Найстаріші мешканці села – роди Цаньків, Поповичів. Назва села походить   від слова «чернити». За переказами, із престарілих дубів отримували речовину, за допомогою якої фарбували тканини і взуття . 
храм св. великомученика Дмитра. 1997.
Вежу цегляної базилічної церкви вимурував будівничий з Туря Пасіки Михайло Мовнар.
Освятив храм єпископ Євфимій 8 листопада в день престольного празника, а першим священиком став о. Сергій Головнич.

## Населення
Згідно з переписом УРСР 1989 року чисельність наявного населення села становила 569 осіб, з яких 285 чоловіків та 284 жінки.
За переписом населення України 2001 року в селі мешкали 564 особи.

### Мова
Розподіл населення за рідною мовою за даними перепису 2001 року:
| Мова       | Відсоток |
| ---------- | -------- |
| українська | 99,29 %  |
| російська  | 0,71 %   |

## Туристичні місця
- храм св. великомученика Дмитра. 1997.
- веломаршрут "Шлях Венеліна-Гуци"

## Відомі особи
- Фільо Олена Михайлівна - директор мало-мартинківської початкової школи;
- Цанько Іван Семенович - трудівник, що був нагороджений медаллю.
- Фотул Іван Андрійович - письменник та різьбяр
- Цанько Павло Юрійович- геолог